# Metrópoli (entidad administrativa francesa)

Los territorios metropolitanos franceses

En Francia, una metrópoli (en francés : métropole), es un establecimiento público de cooperación intermunicipal (EPCI), con presupuesto propio, creada por la ley de reforma de las colectividades territoriales de 2010, y cuyo estatus está adaptado por la ley de modernización de la acción pública territorial y de la organización de los territorios metropolitanos (ley MAPTAM) de 2014 y la ley de organización territorial de la República (ley NOSTRA) de 2015.
El territorio metropolitano es la forma más integrada de intermunicipalidad. 
Actualmente, existen 22 metrópolis : diecinueve territorios metropolitanos de derecho común (Burdeos, Brest, Clermont-Ferrand, Dijon, Grenoble, Lille, Metz, Montpellier, Nancy, Nantes, Niza, Orleans, Rennes, Rouen, Saint-Étienne, Estrasburgo, Toulon, Toulouse y Tours) y dos territorios metropolitanos con estatus particular (Aix-Marsella y Gran París),
La Metrópoli de Lyon, creado por la ley MAPTAM, es una colectividad territorial con estatuto particular, no una mancomunidad.